# Lyngbos Hede
Lyngbos Hede  er et  236 hektar stort hedeområde  beliggende mellem Blåbjerg Klitplantage, Henne Strand i Varde Kommune. Heden  blev solgt til staten  af kunstmaleren Christen Lyngbo i 1965, på den betingelse at den blev fredet, hvilket skete i 1966. Heden er en del af Natura 2000-område nr. 83 Blåbjerg Egekrat, Lyngbos Hede og Hennegårds Klitter.

## Eksterne kilder og henvisninger
1. ↑  Om fredningen på fredninger.dk

- Om naturplanen (Webside ikke længere tilgængelig) på Naturstyrelsens websider
- Vegetation og natur ved Henne Strand Arkiveret 9. februar 2022 hos  Wayback Machine

55°44′46.86″N 8°11′56.62″Ø / 55.7463500°N 8.1990611°Ø